# Седекион (византијски епископ)
Седекион (грч. Σεδεκιων), такође познат као Седек или Зедекија Цариградски био је епископ града Византа у периоду од 109.-114. године.
Био је пети епископ Византа након апостола Андреја Првозваног. Он је изабран за епископа 105. године, наследивши епископа Плутарха на том месту. Био је на месту епископа око девет година, све до 114. године. Његова епархија преживела је тешке прогоне хришћана од стране цара Трајана у његово време.
Умро је 114. године.